# Hà Mạnh Trí
Hà Mạnh Trí (1 tháng 10 năm 1942 - 26 tháng 11 năm 2021) quê quán xã Đông Thọ, huyện Đông Hưng, tỉnh Thái Bình) là chính khách Việt Nam. Ông từng là Ủy viên Ban Chấp hành Trung ương Đảng Cộng sản Việt Nam, Viện trưởng Viện Kiểm sát Nhân dân Tối cao, Đại biểu Quốc hội Việt Nam khóa IX, X, XI thuộc đoàn đại biểu Thái Bình.
Ông là học viên những khóa đầu Trường Cao đẳng kiểm sát sau đó công tác trong ngành kiểm sát, từng giữ chức Ủy viên Ban Chấp hành Đảng bộ thành phố Hà Nội (1986), Viện trưởng Viện Kiểm sát Nhân dân TP Hà Nội, Phó Viện trưởng Viện Kiểm sát Nhân dân Tối cao (1989 - 1992), Ủy viên Ủy ban Thường vụ Quốc hội, Chủ nhiệm Ủy ban Pháp luật của Quốc hội (1992 - 4-11-1996), Viện trưởng Viện Kiểm sát Nhân dân Tối cao (4-11-1996 - 2007), Ủy viên Ban Chấp hành Trung ương Đảng Cộng sản Việt Nam khóa VII khóa VIII, khóa IX.
Năm 2007 ông được Nhà nước trao tặng Huân chương Độc lập hạng Nhất .
Ông từ trần tối 26-11 (tức ngày 22 tháng 10 năm Tân Sửu) tại Bệnh viện Hữu nghị Hà Nội, hưởng thọ 79 tuổi. Ông ra đi sau một thời gian 2 năm lâm bệnh viêm phổi.